# لوکا مگنوتا
لوکا روکو  (به انگلیسی: Luka Magnotta) که نامش زمان تولد «اریک کلینتون نیومن» بوده‌است در ۲۴ ژوئیهٔ ۱۹۸۲ در انتاریو کانادا به‌دنیا آمد.
او هنرپیشه سابق فیلم پورنوگرافی است که به قتل دوست پسر خود متهم و در برلین در ۴ ژوئن ۲۰۱۲ بازداشت شد. پلیس مونترآل کانادا قسمت‌هایی از بدن قطعه قطعه شده جون لین، دانشجوی ۳۲ ساله چینی را در یک چمدان پیدا کرد. این چمدان به دفتر حزب محافظه‌کار کانادا پست شده بود و یکی از مشاوران نخست‌وزیر این کشور بسته حاوی اجزای بدن مقتول را باز کرده بود. به عقیده کارآگاهان، لوکا مگنوتای کانادایی که با جون لین روابط عاشقانه‌ای داشت پس از کشتن او قسمت‌هایی از بدنش را خورده‌است.

## اوایل زندگی
ماگنوتا در ۲۴ ژوئیه ۱۹۸۲ در اسکاربورو ، انتاریو متولد شد. خانواده شان دارای سه فرزند و لوکا اولین آنها بود. به گفته وی، مادرش وسواس پاکیزگی داشت، به‌طور مرتب فرزندان خود را از خانه بیرون می‌کرد تا آنجا را کثیف نکنند، و یک بار خرگوشی که حیوان خانگی فرزندانش بود را در سرما گذاشت تا یخ بزند. وقتی تشخیص داده شد پدرش اسکیزوفرنی دارد، مادر و پدرش در سال ۱۹۹۴ از هم دیگر جدا شدند.
در سال ۲۰۰۳، او شروع به ظاهر شدن در فیلم‌های پورنوگرافی همجنسگرایانه کرد. لوکا برای مدتی برای شرکتی به عنوان مدل کار می‌کرد ولی به دلیل ناموفق بودن در کارش چندین بار عمل‌های زیبایی انجام داد .

## شروع فعالیت‌های جنایی
در سال ۲۰۰۵، او با استفاده از جعل هویت یک زن برای درخواست کارت اعتباری و خرید بیش از ۱۰۰۰۰ دلار کالا، به یک فقره جعل هویت و سه فقره کلاهبرداری محکوم شد. وی گناه را پذیرفت و با ۱۲ ماه مشروط حکم شرط کانادا ۹ ماه مشروط دریافت کرد.  وی به‌طور قانونی در ۱۲ اوت ۲۰۰۶ نام خود را به لوکا روکو مگنوتا تغییر داد.  مگنوتا در مارس ۲۰۰۷ ورشکستگی اش را اعلام کرد، به دلیل ۱۷۰۰۰ دلار بدهی مختلف. 
مگنوتا اکانت‌های بسیاری را طی چندین سال در رسانه‌های اجتماعی اینترنتی و بحث و گفتگو در زمینه‌های مختلف ایجاد کرد تا ادعاهای متنوعی را دربارهٔ خودش مطرح کند. یکی از این شایعات در سال ۲۰۰۷ مطرح شد، مگنوتا ادعا می‌کرد که در رابطه با کارلا هوموکلا، یک قاتل مشهور کانادایی مشهور است. اگرچه او در مصاحبه بعدی با رسانه ای این موضوع را انکار کرد. در طول تحقیقات مربوط به قتل، پلیس مونترال اعلام کرد که این زوج با هم قرار داشتند اما به زودی این بیانیه را پس گرفتند و تأیید کردند که هیچ مدرکی برای تأیید این ادعا ندارند. 
```
پلیس اظهار داشت که مگنوتا حداقل ۷۰ صفحه 
فیس بوک
 و ۲۰ وب سایت را با نام‌های مختلف تنظیم کرده بود. 
[
۱
]
```

## قتل جون لین
جون لین (اصالتاً چینی) که به اسم جاستین لین هم معروف بود. او دانشجوی کارشناسی ارشد مهندسی و دانشکده علوم کامپیوتر در دانشگاه کنکوردیا بود
او آخرین بار در تاریخ ۲۴ مه ۲۰۱۲ مشاهده شد، و دوستانش پیامی از تلفن او راس ساعت ۹ شب دریافت کردند.  رئیس او وقتی که لین روز بعد برای کارش حاضر نشد، به او مشکوک شد. لین به صورت پاره وقت به عنوان منشی در شرکتی کار می‌کرد  سه نفر از دوستانش بعد از دریافت پیام او به آپارتمانش رفتند مرگ او در ۲۹ ماه می به پلیس گزارش داده شد 
در تاریخ ۲۵ مه ۲۰۱۲، یک فیلم ۱۱ دقیقه ای در سایتی منتشر شد، در این ویدیو مرد برهنه گره خورده به قاب تختخواب نشان داده می‌شد که مرتباً با یخ‌شکن و چاقوی آشپزخانه به او چاقو زده می‌شد، سپس ویدیو برداشته شد.  قاتل برای قطع برخی از گوشت‌ها از چاقو و چنگال استفاده می‌کرد و یک سگ را برای جویدن بدن آورده بود در طول ویدیو، ترانه سفارش جدید ۱۹۸۷ " ایمان واقعی " در پس زمینه پخش می‌شد و یک پوستر از فیلم کازابلانکا محصول سال ۱۹۴۲ روی دیوار قابل مشاهده بود. مقامات کانادایی یک نسخه "گسترده تر" از فیلم را بدست آوردند و گفتند ممکن است آدمخواری انجام شده باشد.  پخش کننده این فیلم ۱۰ روز قبل از وقوع قتل آنلاین ظاهر شده بود. 
در تاریخ ۲۶ ماه می، وکیلی از مونتانا تلاش کرد تا این ویدیو را به پلیس تورنتو، کلانتری ایالات متحده و اداره تحقیقات فدرال، اما این گزارش‌ها توسط مقامات رد شد.  بینندگان آن سایت نیز اقدام به گزارش این ویدیو کردند.  بعداً پلیس آن را به عنوان معتبر تأیید کرد و قربانی را یک مرد آسیایی (جون لین) شناسایی کرد. 
در تاریخ ۳۰ مه ۲۰۱۲ تأیید شد که قسمتهای بدن متعلق به همان فرد است که بعداً با عنوان جون لین مشخص شد.  مظنون این پرونده به سرعت با توجه به مدارک مگنوتا شناخته شد، که در آن زمان فرار کرده بود. 
چین واکنش شدیدی به این قتل نشان داد، زیرا برخی معتقدند این قتل با انگیزه نژادی بوده‌است.  برخی از چینی‌ها امنیت عمومی در کانادا را زیر سؤال بردند، زیرا این دومین قتل مشهور یک دانشجوی چینی در آنجا بود که طی مدتی کمی از یک سال اتفاق افتاد. 

## بیماری‌های روانی
دادستان فاش کرد که مگنوتا در سالهای نوجوانی خود از مواد مخدر غیرقانونی استفاده کرده‌است که منجر به علائمی شده که مانند اسکیزوفرنی هستند. و اینکه مگنوتا به اختلال شخصیت مرزی مبتلا است. دکتر گیلز چمبرلند، یکی دیگر از متخصصان که توانست با مگنتوتا مصاحبه کند، مگنوتا را یک بیمار اختلال چندشخصیتی، ضد اجتماعی، متوهم و دچار به اختلال شخصیت خودشیفته تشخیص داد. تعدادی دیگر از روانپزشکان نیز طی این سالها خاطرنشان کردند که مگنوتا صفات ضد اجتماعی، مرزی، هیستوریونی و خودشیفتگی را نشان می‌دهد.
البته بعدها مشخص شد نشانه ای از اسکیزوفرنی در مگنوتا دیده نمی‌شود و او فقط به خاطر کاسته شدن جرمش ادعا به اسکیزوفرنی می‌کرد.